# Vore U-baade
|  | Denne artikel er oprettet af botten PalnaBot ud fra en ekstern database. Den kan derfor have sproglige fejl eller mangler. Denne skabelon kan fjernes efter kontrol af indholdet. |

Vore U-baade er en film instrueret af Arne Jensen.

## Handling
Filmens formål er/var - i korte glimt - at vise, hvordan livet leves i danske undervandsbåde i fredstid.